# Биржан-сал
Биржан-сал Кожагул-улы (Кожагулов) (каз. Біржан сал Қожағұл-ұлы, 1834, современный район Биржан сал Акмолинской области Казахстана — 1897, там же) — казахский акын, композитор. Наиболее известен благодаря айтысу (поэтическому состязанию) с Сарой Тастанбек-кызы.

## Биография
Происходил из рода нуралы группы аксары керей Среднего жуза.
Биржан приобрёл широкую известность в раннем возрасте, как певец, обладающий выдающимися вокальными данными и мастерски аккомпанирующим себе на домбре, но вскоре перешёл от исполнительства к созданию оригинальных музыкально-поэтических произведений. Разъезжая по аулам, он участвовал в различных народных празднествах, в айтысах. Объединив талантливую молодёжь, создал своеобразный кочующий театр. Народ добавил к его имени эпитет «сал», смысл которого приближается к западноевропейским понятиям: бард, балагур.
Последние годы жизни Биржан-сала были омрачены межродовыми распрями, в которые он был втянут не по своей воле. Преследования и вызванная ими болезнь ускорили его кончину.

## Семья
У Биржан-сала было четыре жены, от которых у него было одиннадцать сыновей: от первой жены Балкаш — Акыл, Алтынбек, Адильбек, Макулбек; от второй жены Лейлы — Ахметжан, Ахметбек; от третьей жены Айтбай — Ахметкали, Айтжан, Айтмухаммед; от четвёртой жены Апиш — Темиртас, Калкен и две дочери Асыл и Акык.

## Творчество

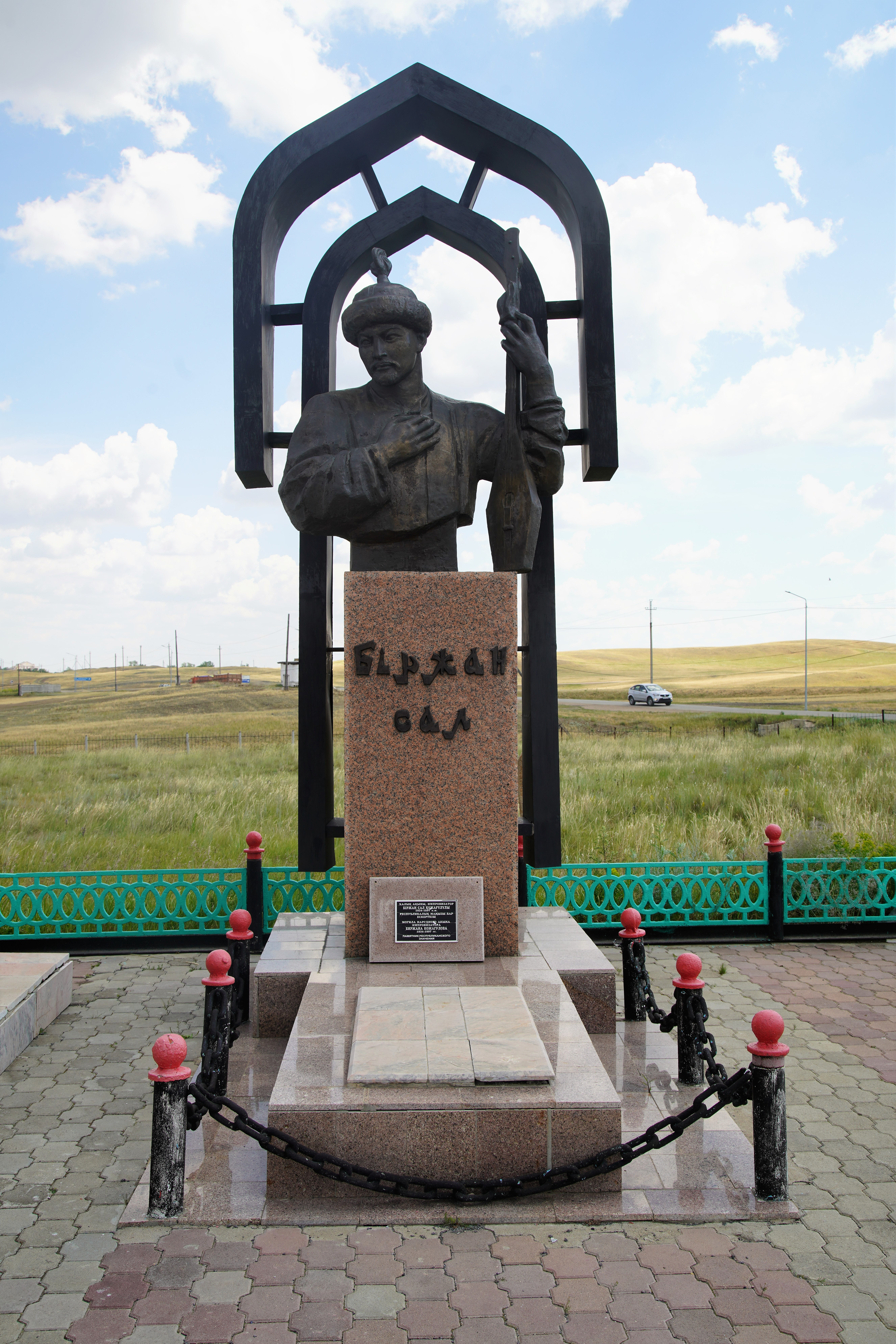
Могила Биржан-сала, город Степняк, Акмолинская область

Ведущее место в творчестве Биржан-сала занимала тема любви, ей посвящены песни «Айтбай», «Ғашығым», «Ғашық жар», «Ләйлім-шырақ» и другие, отличающиеся неподдельным лиризмом, искренностью и глубиной чувств. Гордым скакунам, обгоняющим ветер в бескрайней степи, посвящены его песни о любимых конях «Телқоңыр», «Ақсеркеш» и другие. Верную спутницу домбру Биржан-сал воспевает в песне «Орынбор әні».
Будучи глашатаем народа, Биржан-сал в своих песнях также обличал произвол степных руководителей, таких, как волостные Жанбота и Азнабай (по чьему приказу у Биржан-сала во время визита в Степь генерал-губернатора Александра Дюгамеля в 1865 году сломали домбру за неподчинение). Гнев и презрение звучат в песнях «Жанбота», «Адасқақ» и других. Печатью трагизма отмечены песни последних лет жизни «Жамбас сипар», «Теміртас» и другие, проникнутые безысходностью и печалью. Благодаря ученикам и последователям Биржан-сала сохранилось свыше сорока его песен, среди которых такие признанные шедевры, как «Біржан-сал», «Алтын балдақ», «Ақтентек», «Жаймашу-ақ», «Бұрылтай» и другие.
Песня «Жамбас сипар» стала основой «Казахской рапсодии» для народного оркестра композитора Зиновия Компанейца, широко использованы песни Биржана в операх Евгения Брусиловского, многие песни Биржана обработаны для оркестров и хоров. Песни Биржана исполняли все известные певцы Казахстана.
Биржан-сал был также непревзойдённым мастером айтыса: классикой жанра стало его поэтическое состязание с Сарой Тастанбеккызы, ради которого Биржан-сал в 1871 году специально приехал в далёкое Семиречье. Айтыс Биржана и Сары был записан со слов Сары хаджи Жусупом Шайх-Исламулы, впервые опубликован в 1898 году в Казани. В 1946 году композитор Мукан Тулебаев на основе этого айтыса написал оперу «Биржан и Сара», куда вошли основные песни Биржана. Автор и коллектив исполнителей (всего 7 человек) удостоены Сталинской премии 2 степени 1949 года в разделе «Оперное искусство».

## Память
- Ахмет Жубанов. «Соловьи столетий» (глава «Биржан-сал», 1963, Алма-Ата), (перевод на русский язык Герольда Бельгера, 1967).
- В 1991 году в Кокчетаве (сейчас Кокшетау) открыт памятник Биржану-салу Кожагул-улы (со сломанной домброй).
- В 2009 году в Казахстане был снят художественный фильм «Биржан-сал» («Казахфильм», режиссёр и исполнитель главной роли Досхан Жолжаксынов, сценарий Таласбека Асемкулова[5][6].
- В декабре 2009 года «Казпочта» выпустила памятную марку «175 лет со дня рождения Биржан сал Кожагул улы» номиналом 25 тенге.
- В сентябре 2012 года в городе Степняк Акмолинской области открылся мемориальный комплекс в честь великого акына[7].
- 13 декабря 2017 года указом президента Енбекшильдерский район был переименован в район Биржан сал[8].